# Wijnand van Assenraad
Wijnand van Assenraad (Amersfoort, 8 mei 1764 – aldaar, 5 december 1855) was een Nederlands burgemeester.

## Loopbaan
Van Assenraad werd op 11 mei 1764 in Amersfoort gedoopt als zoon van Jan van Assenraad en Hendrina van Hensbergen. Hij trouwde met Hendrina Uijttenhoven.
Van Assenraad werd in 1830 wethouder in Amersfoort. Nadat burgemeester Scheltus van Leusden op 15 april 1837 overleed, werd hij waarnemend burgemeester. Bij Koninklijk Besluit van 20 mei 1837 werd hij benoemd tot burgemeester van de stad. Hij was daarnaast lid van de Provinciale Staten van Utrecht. In 1848 trad hij af als burgemeester. Hij werd benoemd tot ridder in de Orde van de Nederlandse Leeuw. Als dank voor zijn diensten kreeg hij op 1 januari 1849 een serenade van de Amersfoortse Liedertafel, begeleid door het korps muzikanten van het regiment rijdende artillerie. Hij werd hierbij benoemd tot erelid van de Liedertafel. Na de serenade trok het hele gezelschap naar het huis van de nieuw benoemde burgemeester Anthony Dirk Methorst, die op die manier welkom werd geheten.
Hij overleed op 91-jarige leeftijd. In 1914 werd in Amersfoort een straat naar hem vernoemd.